# Переяслав-Хмельницька районна рада
Переяслав-Хмельницька районна рада — районна рада Переяслав-Хмельницькому районі Київської області. Адміністративний центр — місто Переяслав. 17 грудня 2020 року ліквідована та приєднана до Бориспільської районної ради.

## Склад ради
Загальний склад ради: 34 депутати.

### Голова
Качкалда Петро Григорович (нар. 18 вересня 1957) — голова Переяслав-Хмельницької районної ради.

#### Голови районної ради
| ПІБ                            | Основні відомості                          | Дата обрання      | Дата звільнення |
| ------------------------------ | ------------------------------------------ | ----------------- | --------------- |
| Дзюба Віктор Корнійович        | Голова районної ради, (1939-2025)          | 1992              | 1994            |
| Качкалда Петро Григорович      | Голова районної ради, 1957 року народження | 1994              | 1998            |
| Харченко Михайло Васильович    | Голова районної ради, 1953 року народження | 1998              | 2006            |
| Усик Валентина Сергіївна       | Голова районної ради, 1968 року народження | квітень 2006      | серпень 2007    |
| Шеремета Віктор Васильович     | Голова районної ради, 1963 року народження | 2007              | 2010            |
| Недяк Андрій Петрович          | Голова районної ради, 1975 року народження | 2010              | 2013            |
| Лисюченко Володимир Михайлович | Голова районної ради, 1960 року народження | 2013              | 2014            |
| Качкалда Петро Григорович      | Голова районної ради, 1957 року народження | 10 листопада 2015 | 25 жовтня 2020  |

Примітка: таблиця складена за даними джерела Переяславщина: люди та їхні справи. Історико-публіцистичне видання — Переяслав-Хмельницький, «Видавництво КСВ», 2017. — 544 с.